# Philipp Herrmann (Volleyballspieler)
Philipp Herrmann (* 31. Januar 2003 in Rottenburg am Neckar) ist ein deutscher Volleyballspieler.

## Karriere
Herrmann begann seine Karriere beim TV Rottenburg. 2019 ging er zum Nachwuchsteam Volley YoungStars Friedrichshafen, mit dem er in der Zweiten Liga Süd spielte. Mit der deutschen U19-Nationalmannschaft wurde er 2020 Fünfter der Europameisterschaft. Mit der U20 nahm er an der Europameisterschaft 2022 teil. In der Saison 2022/23 spielte Herrmann beim französischen Verein Saint-Nazaire Volley-Ball Atlantique. Danach war er in Bulgarien bei Dobrudja 07 aktiv. 2024 wurde er vom Zweitligisten Barock Volleys MTV Ludwigsburg verpflichtet. Mit dem Verein schaffte er den Aufstieg in die erste Liga. Auch 2025/26 spielt Herrmann für Ludwigsburg.